# Делиц (Зале)
Делиц (њем. Dehlitz) општина је у њемачкој савезној држави Саксонија-Анхалт. Једно је од 43 општинска средишта округа Бургенланд. Према процјени из 2010. у општини је живјело 561 становника. Посједује регионалну шифру (AGS) 15084090.

## Географски и демографски подаци
Делиц се налази у савезној држави Саксонија-Анхалт у округу Бургенланд. Општина се налази на надморској висини од 109 метара. Површина општине износи 8,8 km². У самом мјесту је, према процјени из 2010. године, живјело 561 становника. Просјечна густина становништва износи 64 становника/km².